# Johann Götz (Orgelbauer)

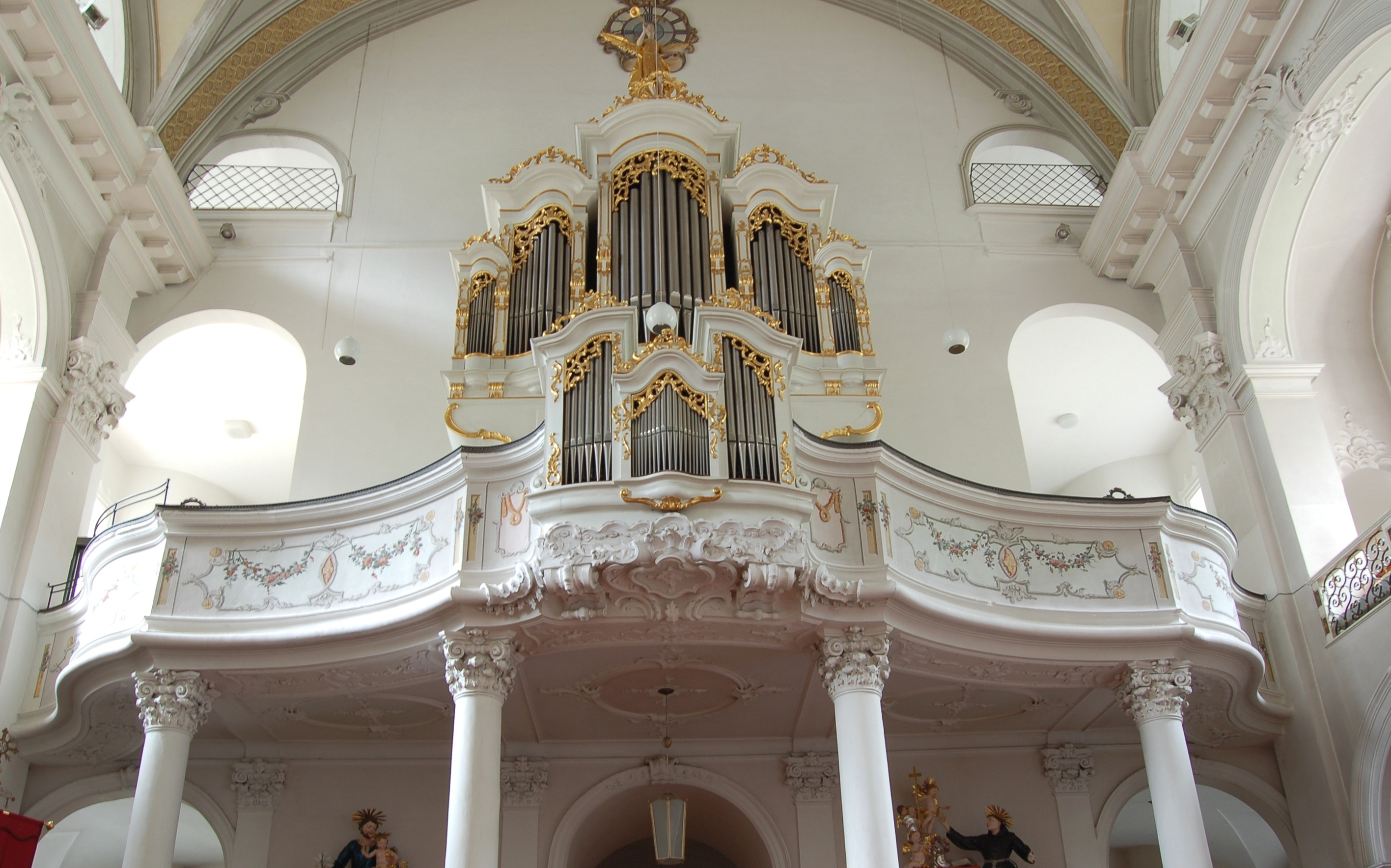
Orgel in Matrei/Osttirol

Johann Götz (* 7. November 1734 in Erbshausen; † 8. Juli 1797 in Toblach) war ein österreichischer Orgelbauer in Südtirol.

## Leben
Johann Götz kam über die Wanderschaft als Orgelbauer in die Steiermark. Er ließ sich dann in Toblach als Orgelbauer nieder, wo er eine Orgelbauwerkstätte gründete und an vielen Orgeln in Süd- und Osttirol tätig war.

## Werkliste
| Jahr      | Ort                | Gebäude                          | Bild | Manuale | Register | Bemerkungen                                              |
| --------- | ------------------ | -------------------------------- | ---- | ------- | -------- | -------------------------------------------------------- |
| 1766      | Sillian            | Dekanatspfarrkirche Sillian      |      | II/P    |          | Umbaumaßnahmen getätigt                                  |
| 1770–1772 | Toblach            | Pfarrkirche Toblach St. Johannes |      | II/P    | 17       |                                                          |
| 1782      | Matrei in Osttirol | Pfarrkirche Matrei in Osttirol   |      | II/P    |          | Gehäuse erhalten, seit 1875 Orgel von Franz Reinisch II. |

weitere Arbeiten:
- Maria Luggau, Wallfahrtskirche, Umbaumaßnahmen
- Ehrenburg, Wallfahrtskirche Mariä Himmelfahrt, Umbaumaßnahmen